# فؤاد علاق
فؤاد علاق (17 أبريل 1985 - ) هو لاعب كرة قدم جزائري في مركز الوسط.

## روابط خارجية
- فؤاد علاق على موقع قاعدة بيانات كرة القدم.إي يو (الإنجليزية)
- فؤاد علاق على موقع Soccerway.com (الإنجليزية)